# 太田三郎 (英文学者)
太田 三郎（おおた さぶろう、1909年10月10日 - 1976年10月11日）は、日本の英文学者・比較文学者。

## 経歴
1909年（明治42年）10月10日、朝鮮・釜山に生まれた。
1934年（昭和9年）に東北帝国大学法文学部英語英文科を卒業した。太平洋戦争後に東京工業大学助教授に就任し、その後教授に就任した。1948年（昭和23年）には中島健蔵、福田陸太郎とともに日本比較文学会を設立、幹事を務め、国際比較文学会に出席した。1966年（昭和41年）に千葉大学教授に就任し、1973年（昭和48年）に定年退官した。

## 著書
- 『日露樺太外交戦』興文社 1941
- 『比較文学 概念と研究例』研究社出版 1955
- 『叛逆の芸術家 世界のボヘミアン＝サダキチの生涯』東京美術 1972
- 『英米文学 作品の解釈と批評』清水弘文堂 1976
- 『近代作家と西欧』清水弘文堂 1977

### 共編
- 『世界文学事典』中島健蔵 河出文庫 1955
- 『日本文学現代名作事典』成瀬正勝・木俣修 矢島書房 1955
- 『比較文学講座』全4巻 中島健蔵・福田陸太郎 清水弘文堂 1971-74

### 翻訳
- E.ゼンゲル『ロケット航空工学』柏葉書院 1944
- ロバート・A.ミリカン『エレクトロン』石田田人共訳 彰国社 1950
- バイロン『海賊』岩波文庫 1952、復刊1990
- 『ハーン文学論集』第1-2 河出書房 1952-53
- トマス・ハーディ『幻想を追う女』八木隅雄共訳 河出文庫 1954
- トマス・ハーディ『侯爵夫人の恋』林信行共訳 河出文庫 1955
- ナサニエル・ホーソーン『緋文字』世界文学全集：河出書房新社 1959
- ルネ・ウェレック/オースティン・ウォーレン『文学の理論』筑摩叢書 1967、復刊1985